# Аппаратная платформа компьютера

Схема, иллюстрирующая многоуровневую структуру компьютера

Аппаратная платформа компьютера (архитектура компьютера) — уровень, образованный программной архитектурой компьютера (микроархитектура, микропрограмма, управления ядром микропроцессора и архитектурой набора команд) на аппаратной базе (конкретных микросхем процессора, чипсета, других физических компонентов, которые в совокупности составляют аппаратную модель вычислительной системы).
Предназначен для запуска определённых семейств программных продуктов (операционная система, прикладное программное обеспечение), которые, в свою очередь, разработаны исходя из возможностей и для запуска на данной аппаратуре.
Конкретно, аппаратные платформы отличаются друг от друга совокупностью аппаратуры (процессором, чипсетом), а также разработанными (и запускаемыми) программными компонентами.

## Платформы-бренды
Наиболее распространёнными являются персональные компьютеры на платформах семейств x86. Это в первую очередь Windows- и Linux-ПК а также все современные модели ПК Apple Mac. (До перехода на x86-64 Apple Mac делались на платформах семейства Power PC. Power PC в настоящее время основная платформа для серверов и мейнфреймом от IBM.) Большинство современных мобильных устройств выполнены на платформах семейства ARM. Эти платформы, ряд иных платформ и их семейства являются широко известными брендами.
| Аппаратная платформа     | Актуальность | Разработчик                                          | Разрядность, бит | Типы систем                   | Год начала производства | Снятия с производства | Примечания |
| ------------------------ | ------------ | ---------------------------------------------------- | ---------------- | ----------------------------- | ----------------------- | --------------------- | --- |
| Amiga                    | Нет          | Commodore International, Escom, MacroSystem          | 32               | ПК, игровая приставка, сервер | 1985                    | 1996                  | Архитектура «классических» Amiga на процессорах m68k. В производстве имеется клон на современной элементой базе (MiniMig))                                                                                             |
| Amiga PowerPC            | Да           | Eyetech Group, Genesi, bPlan GmBH, ACube Systems Srl | 32/64            | ПК                            | 2002                    | В производстве        | Современные Amiga работающие на процессорах PowerPC. |
| IA-32                    | Да           | Intel                                                | 32               | ПК, сервер, ноутбук, кластер  | 1985                    | ?                     | Доминирующая архитектура в мире Windows |
| x86-64                   | Да           | AMD                                                  | 64               | ПК, сервер, ноутбук, кластер  | 2003                    | В производстве        | Обратная совместимость с i386. Широко производимая, но, из-за отсутствия 64 bit драйверов для некоторых устройств, чуть реже используемая архитектура.                                                                 |
| SPARCv8                  | Нет          | Sun Microsystems                                     | 32               | рабочая станция,сервер        | 1992                    | ?                     | |
| SPARCv9                  | Да           | Sun Microsystems                                     | 64               | рабочая станция,сервер        | 1994                    | В производстве        | |
| IA-64                    | Да           | Intel и Hewlett Packard                              | 64               | сервер                        | 2001                    | В производстве        | Разрабатывалась на смену 32 битных CPU Intel, но не совместима с i386. Потеряла важность с появлением x86-64 |
| Alpha                    | Нет          | DEC                                                  | 64               | рабочая станция, сервер       | 1992                    | 27 октября 2007 года  | |
| ESA/390                  | Да           | IBM                                                  | 32               | мейнфрейм                     | 1990                    | ?                     | Обратно совместим с System/360 и ESA/370. Фирмами среднего размера применяется для хранения данных и виртуализации серверов (LPAR).                                                                                    |
| z/Architecture           | Да           | IBM                                                  | 64               | мейнфрейм                     | 2000                    | В производстве        | Обратно совместим с ESA/390. Применяют до 60 LPAR. Возможно несколько машин этого класса объединить в кластер. |
| Xbox 360                 | Да           | Microsoft в сотрудничестве IBM, ATI и SiS            | 64               | игровая приставка             | 2005                    | В производстве        | CPU Xenon с архитектурой PowerPC, 3 ядра с двумя аппаратными потоками на каждое, 3,2 ГГц. Заявленная суммарная производительность системы — 1 TFLOPS (производительность CPU — 115 Гфлопс). Частично совместим с Xbox. |
| PlayStation 3            | Да           | Sony в сотрудничестве с Toshiba и IBM                | 64               | игровая приставка             | 2006                    | В производстве        | Частично совместима с PlayStation и PlayStation2. 2 Тфлопс. CPU Cell. GPU RSX от NVidia. |
| Famicom (Dendy в России) | Нет          | Nintendo, Масэюки Уэмурой                            | 8                | игровая приставка             | 1983                    | В производстве        | Процессор 6502 1,79 МГц, ОЗУ 2 Кб, картридж ПЗУ 48 Кб, видеопамять 2 Кб, 256×240 пикселов, 48 цветов, пятиканальный звукогенератор.                                                                                    |
| Macintosh 68k            | Нет          | Apple                                                | 16               | ПК                            | 1984                    | 1996                  | ПК Apple Macintosh под управлением Mac OS Classic версий до 7.5.1 с процессором Motorola 680x0 |
| Power Macintosh          | Нет          | Apple                                                | 32               | ПК, сервер                    | 1996                    | 2006                  | ПК и сервера Apple Macintosh под управлением Mac OS Classic версии 8, версии 9 и Mac OS X для платформы PowerPC. |

## Платформы-анклавы
Иногда ветвь CPU прекращает развитие, и может возникнуть компьютерный анклав, то есть пользователи по-прежнему любят свои компьютеры или не могут от них отказаться. Технический прогресс в анклаве замедлен или полностью остановлен. Железо компьютерного анклава на уровне машинных кодов не совместимо с мейнстрим платформами и постепенно морально стареет. Это значит, что у пользователей есть большой соблазн сменить платформу. Программисты если и пишут новый софт, то, как правило, на свободных, нежели коммерческих, началах.
- Анклав Commodore 64 во многом обязан своему существованию возможности писать музыку на этом компьютере 1982 года выпуска. Немецкая группа Welle:Erdball, играющая в стиле Synthpop, пишет пять своих участников — пятым, всегда и везде указываемым в списке музыкантом, является компьютер Commodore 64.

- 8-битные процессоры Intel, такие как 8080 и 8085, несовместимы с 8086 и другими 16-битными процессорами Intel. Сегодня 8080 и 8085 являются анклавом. Примером из анклава может быть компьютер MFA с процессором 8085. Он по-прежнему применяется студентами для изучения функционирования ЭВМ. Несовместимые с архитектурой IA-32 процессоры/платформы линий iAPX 432, i960 и i860, тоже ушедшие в прошлое, по разным причинам анклавов не образуют.

- ZX Spectrum, будучи созданным в 1982, применяется любителями до сих пор. Процессоров Z-80 произведено более миллиарда. В мире огромное число клонов ZX Spectrum, многие из которых сделаны в СССР и России. Современный спектрум имеет CD привод, модем и существует во многом благодаря участию в демосцене, которая в РФ получила огромную популярность именно на ZX Spectrum. Таким образом, хотя ZX Spectrum не слишком активно совершенствуется технически, но остаётся полотном для компьютерного искусства.

## Несовместимые аппаратные платформы
Аппаратные платформы несовместимы в случае различия программной модели процессора, а также различия системных шин и устройств на материнской плате.

### Несовместимость кода, выполняемого процессором
Корпорация Intel, развивая свои семейства процессоров, наполняет процессоры дополнительными командами:
- команды математического сопроцессора (FPU);
- команды оптимизированные для обработки мультимедийного контента (MMX);
- наборы команд SSE (SSE, SSE2, SSE3, SSE4 и SSE5);
- поддерживаемые только AMD команды 3DNow!, а также 64-битный набор команд AMD64.

Новые команды серьёзно влияют на совместимость процессоров, поэтому разработчикам программного обеспечения приходится ориентироваться на две платформы, более старую и «многочисленную» IA-32 и современную x86-64. Проблема совместимости кода — ситуация, когда процессоры различных семейств не могут выполнять один и тот же машинный код. Например, между двумя 32-битными процессорами одного и того же производителя (в данном случае Intel) — Pentium и Pentium-2, — может возникнуть несовместимость по причине присущего первому ограничения (аппаратного отсутствия MMX команд), если на нём будет запущена программа, откомпилированная с учётом имеющихся на Pentium-2 аппаратных возможностей.

### Несовместимость устройств и материнских плат
Конкретно взятая материнская плата, особенно персонального компьютера, также вносит свой вклад в несовместимость платформ. На современной материнской плате расположено множество встроенных (англ. integrated, интегрированных в плату) устройств, для которых, в отличие от определённых в дистрибутиве семейства операционных систем Windows NT восьми альтернативных (англ. Hardware abstraction layer, HAL) и мультиплатформенных драйверов для целых классов устройств, нужны специфические драйверы. Поэтому, при установке операционной системы Windows 9x или NT, она посредством установки драйверов специфического оборудования, «привязывается» к конкретной материнской плате. Последующий перенос операционной системы на другую материнскую плату сопряжен со сложностью обеспечения аппаратной совместимости новой аппаратной платформы.
Для решения этой проблемы в индустриальном сегменте новая техника (материнская плата, периферийные устройства) проходит тщательную подгонку под существующий HAL, либо, если разрабатываемая линейка является революционной и перспективной, под неё создается новый HAL, согласованный со сторонними разработчиками программного и аппаратного обеспечения.

## Кросс- и мультиплатформенное программное обеспечение
Запуск программного обеспечения на более чем одной аппаратной платформе и/или операционной системе является важной задачей, как для разработчиков новой аппаратуры, так и для программистов.
- Debian компилирует пакеты для GNU/Linux для трех архитектур процессоров Intel: IA-32 (x86-32), x86-64, IA64. Также официально создаются пакеты для ещё 8 аппаратных платформ. Пакеты, оптимизированные для конкретных процессоров своих платформ пользователи могут создать сами. Debian GNU/Hurd и GNU/kFreeBSD пока поддерживают меньшее количество платформ.
- ОС NetBSD портирована на 60 аппаратных платформ (включающих в общей сложности 17 различных процессорных архитектур).
- Microsoft разрабатывает специальные ветки своей операционной системы Microsoft Windows: Windows CE и Windows Embedded.
- Запуск на различных архитектурах одного и того же прикладного программного обеспечения без необходимости обеспечивать совместимость на уровне ОС реализуется путём стандартизации языков программирования, компиляторов, библиотек и среды исполнения (см., например, POSIX), а также путём перехода на исполнение ПО на виртуальной машине и в стандартном окружении, которые реализуются для каждой платформы и гарантируют единообразное исполнение ПО независимо от платформы (см., например, Common Language Infrastructure и JVM).